# Schwarznessel
Die Schwarznessel (Ballota nigra), auch Stink-Andorn, Schwarzer Andorn und Schwarzer Gottvergess genannt, ist eine Pflanzenart in der Familie der Lippenblütler (Lamiaceae). Von den weltweit etwa 31 Arten der Gattung Schwarznesseln (Ballota) kommt nur diese eine Art in Mitteleuropa vor.
Aufgrund von Blättern und Wuchsform kann die Schwarznessel mit Brennnesseln, Taubnesseln (Lamium spp.) und Wald-Gamander (Teucrium scorodonia) verwechselt werden.

## Beschreibung

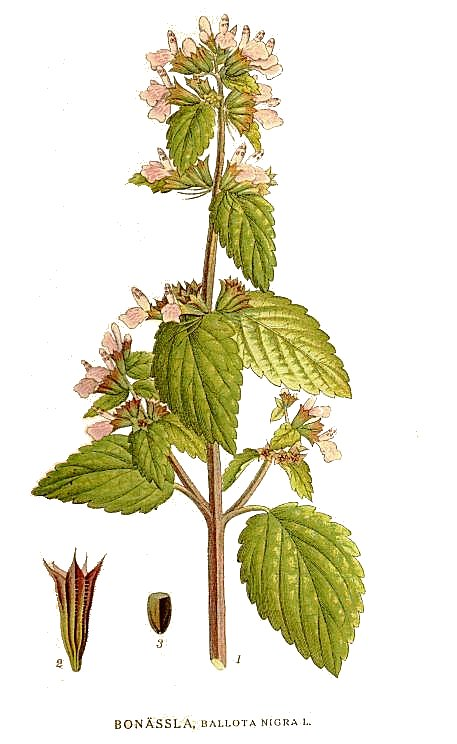
Schwarznessel, Illustration

### Erscheinungsbild und Blatt
Die Schwarznessel wächst als ausdauernde krautige Pflanze und erreicht Wuchshöhen von etwa 30 bis 100 Zentimetern. Als Überdauerungsorgan wird ein kurzes, kriechendes Rhizom gebildet. Sie entwickelt meist mehrere aufrechte oder aufsteigende, meist ästige Stängel. Die oberirdischen Pflanzenteile sind in der Regel locker weich behaart, seltener fast zottig behaart oder fast kahl. Sie sind trübgrün und besonders im Herbst braunviolett angelaufen. Sie riechen unangenehm. Die mittleren Internodien des Stängels sind etwa 5 bis 12 Zentimeter lang.
Die gegenständig am Stängel angeordneten Laubblätter sind in Blattstiel und Blattspreite gegliedert. Der Blattstiel ist 0,5 bis 3 Zentimeter lang. Die Blattspreite ist bei einer Länge von 2 bis 7 Zentimetern sowie einer Breite von 1,5 bis 3,5 Zentimetern eiförmig bis fast kreisrund. Sie ist am Grunde schwach herzförmig, gestutzt oder keilförmig und ringsum fein gekerbt bis grob und oft unregelmäßig gesägt. Die Blattunterseite ist durch die stark hervortretenden Nerven runzlig. Die Blattspreite ist meist beiderseits behaart, oberseits aber oft verkahlend und etwas glänzend.

### Blütenstand Blüte und Frucht
Meist vier bis zehn Blüten sind kurz aber deutlich gestielt und stehen meist in lockeren, oft kurz gestielten Zymen in den Achseln gewöhnlicher Stängelblätter. Die Vorblätter sind pfriemlich und halb so lang bis so lang wie die Kelche.
Neben vormännlichen Zwitterblüten kommen auch rein weibliche Blüten vor. Die zygomorphen Blüten besitzen eine doppelte Blütenhülle. Der Kelch ist röhrig-trichterförmig, flaumig bis seidig-zottig behaart, mit zehn kräftig vortretenden Nerven und fünf begrannten Zähnen. Die Kronblätter sind bläulich-rot gefärbt. Die Kronröhre ist gerade, sie tritt aus dem Kelchschlund hervor und besitzt am Grunde einen Haarring. Die Oberlippe ist elliptisch, wenig gewölbt und außen angedrückt weiß behaart. Die Unterlippe ist ebenso lang wie die Oberlippe; sie ist dreilappig mit verkehrt-eiförmigem, oft ausgerandetem oder schwach gezähneltem Mittellappen. Sie ist herabgeschlagen und weißlich gezeichnet. Die Staubblätter sind nur am Grund schwach behaart.
Es werden Klausenfrüchte gebildet. Die Nüsschen sind bei einer Länge von etwa 2 Millimetern eiförmig und ziemlich glatt.

### Chromosomenzahl
Die Chromosomenzahl beträgt 2n = 20 oder 22.

## Ökologie
Bei Ballota nigra handelt es sich um einen Hemikryptophyten oder Chamaephyten.
Fremdbestäubung erfolgt durch zahlreiche Insektenarten wie Hummeln, andere Wildbienen, insbesondere Pelzbienen und die Späte Schlürfbiene, Fliegen und Schmetterlinge; auch spontane Selbstbestäubung ist erfolgreich. Es handelt sich um „Nektarführende Lippenblumen“. Als Nahrung dient sie den Raupen mehrerer Schmetterlingsarten, der Schwarznesselwanze sowie der Weichwanze Macrotylus horvathi.
Durch die waagrecht stehenden Kelche können sie eine Schwerkraftausbreitung erfahren oder die dornspitzigen Kelchzähne bewirken eine Fruchtausbreitung durch Tiere. Auch Windausbreitung ist möglich.

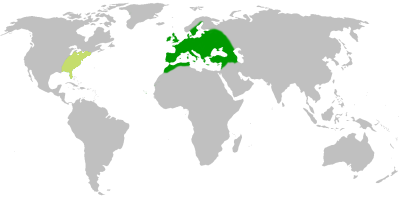
Verbreitungskarte (in Nordamerika als Neophyt)

## Verbreitung und Standorte
Die Heimat der Schwarznessel ist der Mittelmeerraum. Von dort aus hat sie sich über die ganze gemäßigte Zone der Nordhalbkugel verbreitet. In Nordamerika, Argentinien, Großbritannien, Kirgisistan und Neuseeland ist sie ein Neophyt.
Man findet die Schwarznessel ziemlich häufig in staudenreichen Unkrautgesellschaften, an Wegen, Zäunen, Schuttplätzen. Sie bevorzugt lockeren, etwas feuchten, stickstoffhaltigen Boden. Nach Ellenberg ist sie eine Lichtpflanze, ein ausgesprochener Stickstoffzeiger und eine Klassencharakterart ausdauernder Stickstoff-Krautfluren (Artemisietea vulgaris). Nach Oberdorfer ist die Langzähnige Schwarznessel eine Charakterart des Leonuro-Ballotetum nigrae (Verband Arction), die Kurzzähnige Schwarznessel eine Charakterart des Lamio albi-Ballotetum foetidae (ebenfalls Verband Arction). Diese dörflichen Unkrautfluren sind heute seltener geworden.
Die Schwarznessel steigt in Graubünden bei Stierva bis 1370 Meter, im Kanton Wallis bis 1530 Meter Meereshöhe auf.

## Systematik
Die Erstveröffentlichung von Ballota nigra erfolgte 1753 durch Carl von Linné in Species Plantarum. Ein Synonym für Ballota nigra L. ist Stachys ballota Kuntze.

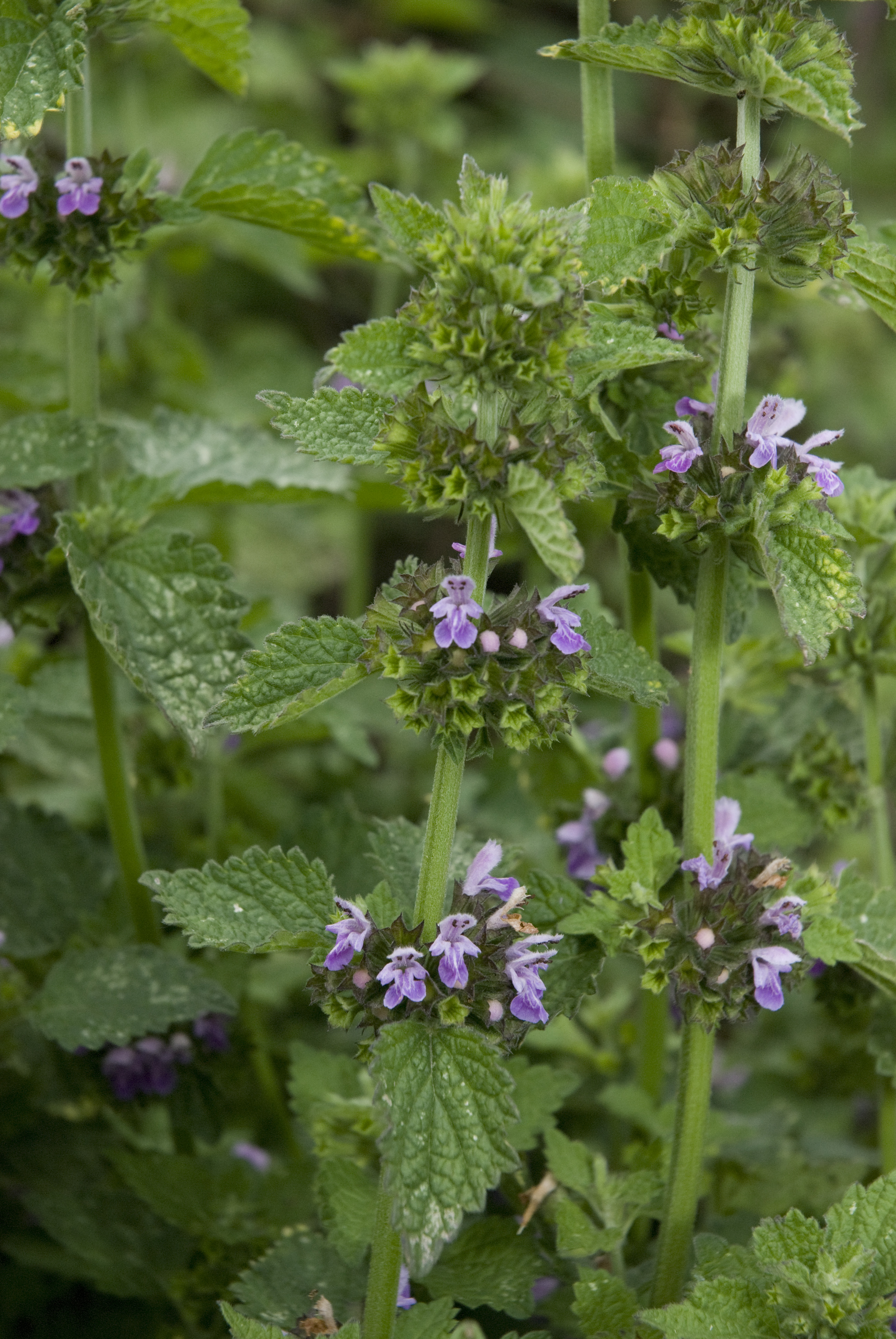
Kurzzähnige Schwarznessel (Ballota nigra subsp. foetida)

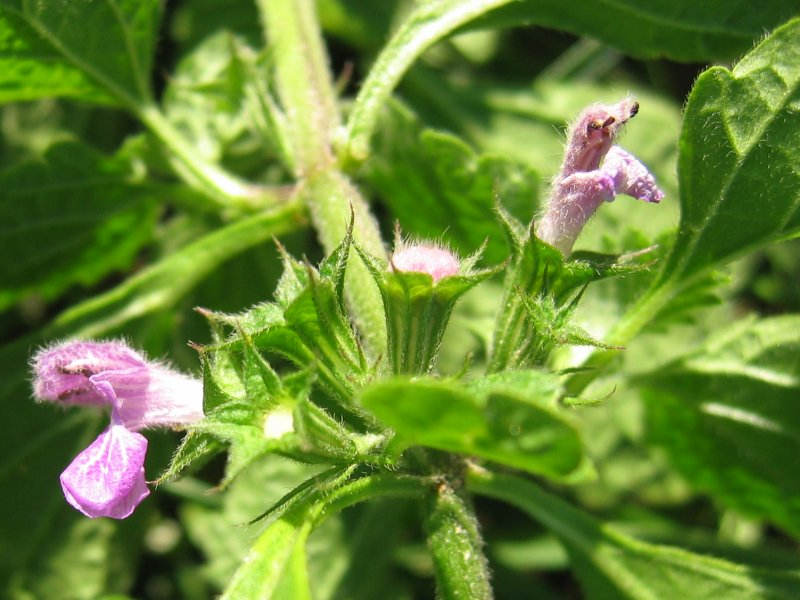
Langzähnige Schwarznessel (Ballota nigra subsp. nigra)

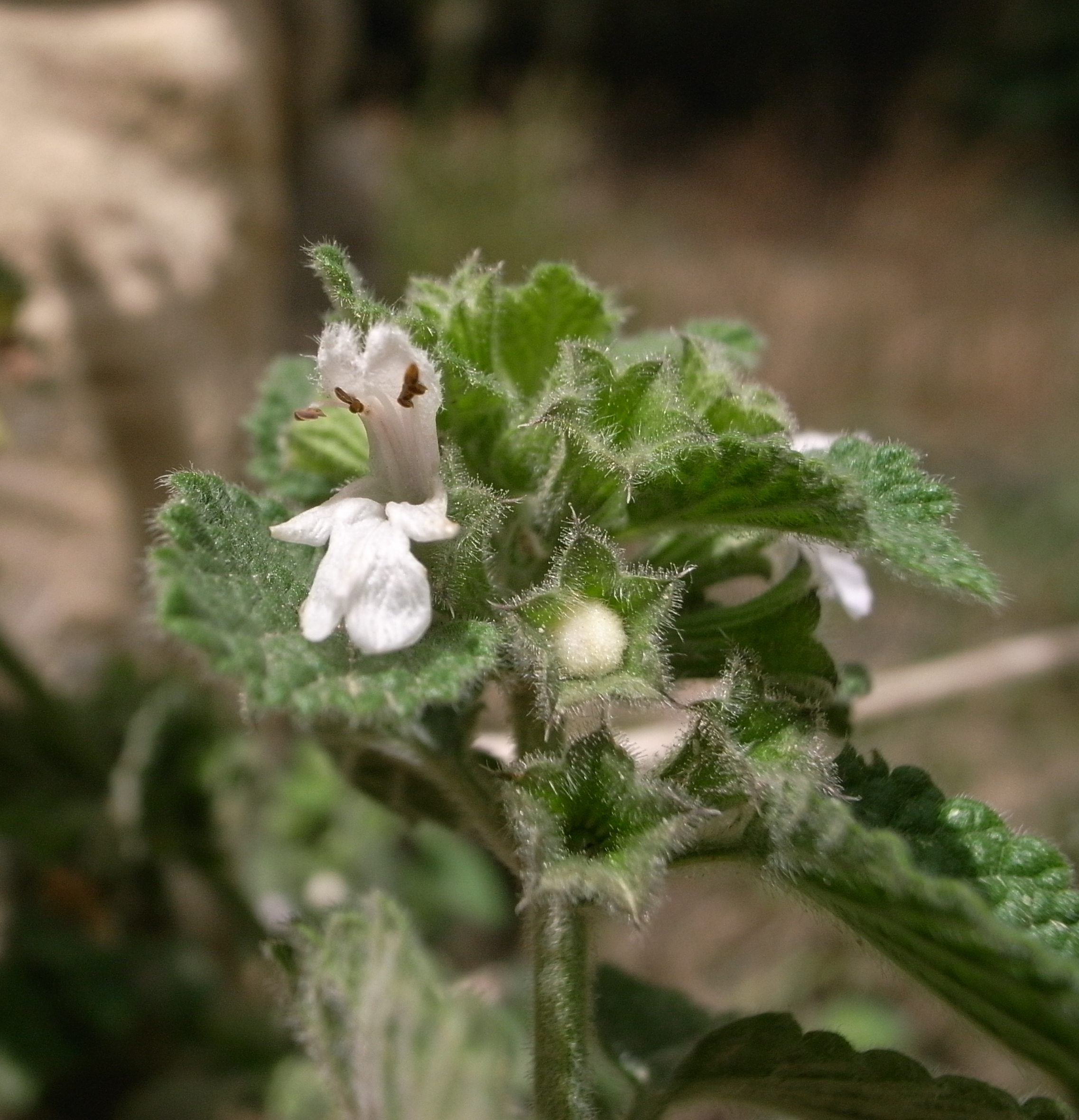
Ballota nigra subsp. ruderalis

Von der Art Ballota nigra gibt es folgende 8 Unterarten:
- Ballota nigra subsp. anatolica P.H.Davis: Die 3 bis 4 (bis 5)[11] mm langen Kelchzähne stehen fast waagrecht ab. Die Kronröhre ragt 3 mm weit aus dem Kelch heraus. Diese Unterart ist im nördlichen und mittleren Anatolien weit verbreitet und kommt auch in der europäischen Türkei und im nordwestlichen Iran vor.[11][10]
- Ballota nigra subsp. anomala Greuter: Sie wurde 2012 aus Griechenland erstbeschrieben.[10] Sie besitzt in den Buchten zwischen den 5 Kelchzähnen weitere kleine Zähne.
- Kurzzähnige Schwarznessel (Ballota nigra subsp. foetida (Vis.) Hayek; Syn.: Ballota nigra subsp. meridionalis (Bég.) Bég.; Ballota alba L.): Die nur 1 bis 2,5 (bis 3) mm langen, aufrechten[12] Kelchzähne sind eiförmig und enden in  einer plötzlich zusammengezogenen, nur  0,2 bis 0,5 mm langen  Stachelspitze.[13] Diese Unterart hat ihren Verbreitungsschwerpunkt im westlichen Mitteleuropa, ist aber auch nach Osteuropa verschleppt worden.[9][10] Die ökologischen Zeigerwerte nach Landolt et al. 2010 sind in der Schweiz für diese Unterart: Feuchtezahl F = 2+ (frisch), Lichtzahl L = 4 (hell), Reaktionszahl R = 3 (schwach sauer bis neutral), Temperaturzahl T = 4+ (warm-kollin), Nährstoffzahl N = 5 (sehr nährstoffreich oder überdüngt), Kontinentalitätszahl K = 4 (subkontinental).[14]
- Ballota nigra subsp. kurdica P.H.Davis: Die 1,5 bis 2 mm langen Kelchzähne ragen auseinander. Die Kronröhre ragt 5 mm weit aus dem Kelch heraus. Sie kommt im nördlichen Irak und im westlichen Iran sowie selten im östlichen Anatolien vor.[11][10]
- Langzähnige Schwarznessel (Ballota nigra L. subsp. nigra)[13]: Die (2,5 bis) 4 bis 6,5 mm langen, schmal dreieckig-pfriemlichen Kelchzähne sind aufrecht bis aufrecht-abstehend[12] und laufen in eine stechende, 2 bis 3 mm lange Granne aus.[13] Die Kronröhre ragt höchstens wenig aus dem trichterförmigen[12] Kelch heraus. Diese Unterart hat ihren Verbreitungsschwerpunkt im östlichen Mitteleuropa, ist aber auch nach Westeuropa verschleppt worden.[9] Sie kommt von Europa bis zum Kaukasus vor.[10] Die ökologischen Zeigerwerte nach Landolt et al. 2010 sind in der Schweiz für diese Unterart: Feuchtezahl F = 2+ (frischt), Lichtzahl L = 4 (hell), Reaktionszahl R = 3 (schwach sauer bis neutral), Temperaturzahl T = 4+ (warm-kollin), Nährstoffzahl N = 5 (sehr nährstoffreich oder überdüngt), Kontinentalitätszahl K = 5 (kontinental).[14]
- Ballota nigra subsp. ruderalis (Sw.) Briq. (Syn.: Ballota ruderalis Sw.; Ballota nigra subsp. uncinata (Fiori & Béguinot) Patzak): Sie erinnert an Ballota nigra subsp. foetida, aber die Kelchzähne stehen weit ab, die Stachelspitze ist oft zurückgebogen oder widerhakig gekrümmt. Sie kommt in Makaronesien und im Mittelmeerraum vor.[10]
- Ballota nigra subsp. sericea (Vandas) Patzak: Sie erinnert an Ballota nigra subsp. meridionalis, besitzt aber einen an der Spitze kaum erweiterten Kelch und eine seidig-filzige Behaarung mit glänzenden, sitzenden Drüsen. Sie kommt in Montenegro, in Albanien[12] und Nordmazedonien sowie in Griechenland in Makedonien, Thessalien und auf Euböa vor.[9][10]
- Ballota nigra subsp. velutina (Posp.) Patzak: Sie besitzt eine kurze, gräuliche, samtig-filzige Behaarung und erreicht nur Wuchshöhen von 30 cm. Die Kelchzähne stehen weit ab. Sie kommt in Dalmatien nordwärts bis Istrien[9] vor und erreicht auch das benachbarte Italien. Dort ist sie sicher aus der Basilicata nachgewiesen und kommt möglicherweise auch in den Abruzzen vor.[15][10]

## Verwendung in der Heilkunde
Das Kraut der Schwarznessel (Herba Ballotae nigrae) wird zum Teil noch in der Volksheilkunde angewandt. Als leichtes Beruhigungsmittel bei krampfartigem Husten und Nervosität, wie zum Beispiel bei leichter Schlaflosigkeit. Des Weiteren bei nervösen Verdauungsbeschwerden und Magenkrämpfen. Die Wirkung der Droge wird als spasmolytisch und beruhigend beschrieben. Die traditionellen Anwendungen können jedoch nicht mit klinischen Daten belegt werden. Hauptinhaltsstoffe sind Ballotenol, die Flavonoide Apigenin, Luteolin, Scutellarein, ätherisches Öl, das für den charakteristischen, oft als widerlich beschriebenen Geruch der Pflanze verantwortlich ist, der Bitterstoff Marrubiin und diverse phenolische Verbindungen und Gerbsäuren wie Kaffeesäure, Ferulasäure. Der Gehalt an Marrubiin, das als spasmolytisch, schmerzlindernd und gastroprotektiv gilt, könnte für die beschriebenen Wirkungen bei Verdauungsbeschwerden verantwortlich sein.

## Trivialname
Für diese im Lateinischen auch Marrubium genannte Pflanzenart sind bzw. waren, zum Teil auch nur regional, als weitere deutschsprachige Trivialnamen auch die folgenden Bezeichnungen gebräuchlich: Aindorn (mittelhochdeutsch), Brune Ander (althochdeutsch), Andor (mittelhochdeutsch), Andorn (mittelhochdeutsch), Andoren (mittelhochdeutsch), Schwarzer Andorn, Andren (mittelhochdeutsch), Andron (mittelhochdeutsch), Anthorn (mittelhochdeutsch), Antron (mittelhochdeutsch), Ballote (Schweiz), Brunader (mittelhochdeutsch), Bult (altniederländisch), Fenweibel (Österreich), Brun Godesvorgetene, Godvorghetene, Gotsvorgessen, Gottsvergess, Greander (niederdeutsch), Harzgespann, Huft (altniederländisch), Hulse (altniederländisch), Helst (altniederländisch), Maropel (mittelniederdeutsch), Roit (mittelhochdeutsch), Rothnabel (mittelhochdeutsch), Rotnavel (mittelniederdeutsch), Segmüntz (mittelhochdeutsch), Sigmintze (mittelhochdeutsch), Taubenzila (althochdeutsch), Das alte Weib (Österreich) und Zahnlose (Leipzig).